# Marquee Moon
Marquee Moon은 1977년에 발표된 텔레비전의 앨범이다.

## 배경
1970년대 중반, 텔레비전은 뉴욕 음악계를 이끄는 주요한 밴드 중 하나였다. 처음에는 로어맨해튼에 위치한 클럽 CGBG에서 전속 공연을 펼치면서 팬들을 만들어냈으며, 클럽 매니저였던 힐리 크리스탈을 설득하여 조금 더 파격적인 음악 밴드들을 클럽에서 공연하도록 도와주었다. 이후 1974년 말, 텔레비전은 몇몇 레이블로부터 관심을 받았지만 조금 더 적절한 음반 계약을 기다리기로 결정하였다. 또한 프로듀서 브라이언 이노와 같이 데모를 녹음하였던 아일랜드 레코드를 포함하여 대규모 레이블의 계약을 거절하였다. 1974년 12월, 당시의 이노는 ‘Pove It’, ‘Friction’, ‘Venus’와 ‘Marquee Moon’의 데모를 프로듀싱하였으나, 밴드를 이끌던 톰 벌레인은 이노의 음악을 인정하지 않았고, "그는 우리를 매우 차가우면서도 귀에 거슬리며, 울림이 없는 노래를 부르도록 하였다. 우리는 일종의 표현주의 음악인... 강렬한 기타 음악 쪽으로 방향을 잡았었다."고 언급하였다.

## 녹음
베이스를 담당하였던 리차드 헬이 밴드를 떠나고 프레드 스미스가 들어온 1975년 친분이 있던 패티 스미스가 소속되어있던 아리스타 레코드에서 계약 제안이 들어왔지만 벌레인은 스스로 프로듀스하고 싶다고 거절했다. 결국 그들은 프로듀싱의 자유를 보장한 일렉트라 레코드와 계약하게 된다.
유명 프로듀서랑 작업하고 싶지 않았던 벌레인이 선택한 프로듀서는 당시 경력을 쌓고 있던 젊은 엔지니어 앤디 존스였다. 벌레인과 로이드는 롤링 스톤즈에서 보여줬던 기타 사운드에 감명을 받아 그를 선택했다고 한다. 앤디 존스는 원테이크 위주의 두 대의 기타만 멀티 트랙으로 녹음하는 이상의 스튜디오 기술은 거의 쓰지 않고 라이브의 질감을 살리고자 했다.
녹음은 1976년 9월부터 진행되었으며 리허설은 주 6-7일에 4-6시간을 진행했다고 한다. 벌레인은 앨범 구조에 고심을 했는데 이 와중에 3년동안 써왔던 곡이 버려졌고 대신 'Torn Curtain'과 'Guiding Light'가 앨범을 위해 새로 쓰여졌다.

## 가사
톰 벌레인은 장 니콜라 아르튀르 랭보와 폴 베를렌의 영향력을 토로하곤 했는데, 그 말대로 앨범의 가사가 난해하고 모호하기로도 유명하다. 상징주의와 유미주의를 기반으로 맨하탄의 밤생활과 멜랑콜리를 그려냈다는 해석이 가장 유력하다.

## 앨범 아트
앨범 아트는 패티 스미스의 Horses 앨범 아트 사진을 담당했던 로버트 메이플소프가 담당했다. 여기엔 짧은 에피소드가 존재하는데 메이플소프가 찍은 사진을 인쇄소에 맡겼을 때 실수로 색감이 이상하게 나왔던 컷이 밴드 성원들이 마음에 들어서 쓰게 되었다고 한다.
| 전문가 평가                   | 전문가 평가 |
| 평가 점수                     | 평가 점수   |
| 출처                          | 점수        |
| ----------------------------- | ----------- |
| AllMusic                      | [ 1 ]       |
| Entertainment Weekly          | A           |
| Mojo                          | [ 3 ]       |
| Pitchfork Media               | 10/10       |
| Q                             | [ 5 ]       |
| Rolling Stone                 | [ 6 ]       |
| The Rolling Stone Album Guide | [ 7 ]       |
| Sputnikmusic                  | 4.5/5       |
| Uncut                         | [ 9 ]       |

## 트랙 리스트
특별한 기재 없는 한 톰 벌레인이 작사/작곡했다.
| #  | 제목              | 작사·작곡                | 재생 시간 |
| -- | ----------------- | ------------------------ | --------- |
| 1. | 〈See No Evil〉   |                          | 3:56      |
| 2. | 〈Venus〉         |                          | 3:48      |
| 3. | 〈Friction〉      |                          | 4:43      |
| 4. | 〈Marquee Moon〉  |                          | 9:58      |
| 5. | 〈Elevation〉     |                          | 5:08      |
| 6. | 〈Guiding Light〉 | 톰 벌레인, 리처드 로이드 | 5:36      |
| 7. | 〈Prove It〉      |                          | 5:04      |
| 8. | 〈Torn Curtain〉  |                          | 7:00      |